# Katagami
Katagami (jap. 潟上市 Katagami-shi) – miasto w północnej Japonii, na wyspie Honsiu, wchodzące w skład prefektury Akita. Ma powierzchnię 97,72 km². W 2020 r. mieszkało w nim 31 720 osób, w 12 250 gospodarstwach domowych  (w 2010 r. 34 442 osoby, w 11 911 gospodarstwach domowych) .

## Historia
Miasto powstało 22 marca 2005 roku z połączenia miasteczek (machi): Tennō, Iitagawa i Shōwa.

## Geografia

Katagami w prefekturze Akita

Miasto położone jest w środkowo-zachodniej części prefektury, granicząc od południa z jej stolicą, Akitą. Leży nad Morzem Japońskim i zbiornikiem Hachirō-gata.
Przez miasto przebiegają linie kolejowe Ōu-honsen i Oga-sen, autostrada Akita Jidōsha-dō oraz drogi: 7 i 101.

## Demografia
Liczbę ludności 30 kwietnia 2014 roku szacowano na 33 995 osób, zamieszkałych w 13 284 gospodarstwach domowych.
| 1995   | 2000   | 2005   | 2010   | 2015   | 2020   |
| ------ | ------ | ------ | ------ | ------ | ------ |
| 34 660 | 35 711 | 35 814 | 34 442 | 33 083 | 31 720 |